# 村松治樹
村松 治樹（むらまつ はるき、1977年4月15日 - ）は、日本のダーツプレイヤー。167cm、B型。ニックネームはHAL。ダーツ歴21年。
2023年現在、日本のトップ・ダーツ・プレイヤーの1人であり、その中でも橋本守容と並んで日本における歴代トップ2のプレイヤーと他のプレイヤーからも評価されている。
実質的にスティール・ティップ・ダーツの日本一を決めるトーナメントにもなっているPDC CHALLENGE TOURNAMENTのThe Finalには、村松が8回、橋本が5回出場しており、
さらに、この大会でチャンピオンとなり、ダーツにおける最高峰のトーナメントであるPDC ワールド・ダーツ・チャンピオンシップの出場権を獲得した回数も、この2人で合わせて6回 (村松4回、橋本2回)となっている 。
また、2010 PDC ワールド・ダーツ・チャンピオンシップ出場時のPDCによる紹介文では、村松は日本のソフト・ティップ・ダーツのトップ・プレイヤーの1人であり、村松のソフト・ティップ・ダーツでの最大のライバルは、橋本としている。
2018年の『SUPER DARTS2018』では、決勝でフィル・テイラーを下して優勝を決めた。

## スティール・ティップ・ダーツでの活躍
日本においては、スティール・ティップ・ダーツよりもソフト・ティップ・ダーツの方が盛んなため、
後者での活躍が際だつ橋本守容に注目が集まりがちであるが、
スティール・ティップ・ダーツでは、村松の方が輝かしい成果を収めており、
下に記すように、日本人初記録や日本人最高記録など、様々な前人未到の偉業を達成している。
ついに、2013年には世界レベルでも賞賛されるテレビ中継中の試合で平均値100以上を達成した（日本人及びアジア人で初および唯一）。

### 世界的な活躍

#### ワールド・チャンピオンシップ
2010 PDC ワールド・ダーツ・チャンピオンシップより、日本人プレイヤーに与えられた1つの出場枠、PDC CHALLENGE TOURNAMENTのチャンピオンとなった。
村松はこのトーナメントに参加し、計8回のThe Final出場を果たし、そのうち4回PDC ワールド・ダーツ・チャンピオンシップの出場権を獲得している。
The Finalでは、計4回、村松と橋本の直接対決があり、それらの結果は2勝2敗となっている。
なお、村松は、BDO ワールド・プロフェッショナル・ダーツ・チャンピオンシップスの本戦や予選に参加したことはない。

##### 2010
2009 PDC CHALLENGE TOURNAMENTでは、The Finalの決勝において橋本に6-2 (レッグズ) で勝利し、PDC CHALLENGE TOURNAMENTから初のPDC ワールド・ダーツ・チャンピオンシップ出場プレイヤーとなる。
実は、この時までに村松は、スティール・ティップ・ダーツのトーナメントには一度しか参加経験が無く、この結果は、村松よりもはるかにスティール・ティップ・ダーツの経験が豊富な橋本が、ワールド・チャンピオンシップの切符を手にするだろうという大方の予想を裏切ることとなった。
2010 PDC ワールド・ダーツ・チャンピオンシップでは、日本人として初めてラウンド0 (Preliminary Round) を4-1 (レッグズ) 勝利し、ラウンド1に駒を進めた。
ラウンド1では、当時PDC オーダー・オヴ・メリット（PDC OoM）7位のロニー・バクスターに0-3 (セッツ) で敗退したものの、1レッグを取得した。
橋本も、翌年の2011 PDC ワールド・ダーツ・チャンピオンシップにおいて、ラウンド0は通過したものの、ラウンド1において、当時PDC OoM11位のゲイリー・アンダーソンに1レッグも取れず、完封負けしている。

##### 2011
2010 PDC CHALLENGE TOURNAMENTにおいても、The Final進出を果たすが、準々決勝において橋本に3-5 (レッグズ) で敗退。

##### 2012
2011 PDC CHALLENGE TOURNAMENTでは、The Finalの準決勝において橋本に5-3 (レッグズ) 、決勝において勝見翔に6-5 (レッグズ) でそれぞれ勝利し、2度目のPDC ワールド・ダーツ・チャンピオンシップ出場権を獲得した。
2012 PDC ワールド・ダーツ・チャンピオンシップでは、ラウンド0においてデニス・ニルソンに4-2 (レッグズ) 勝利し、ラウンド1で史上最強と言われるフィル・テイラーとの対戦となった。
最高峰のトーナメントにおいてテイラーと日本人が対戦するという期待と、前年の橋本のように1レッグも取れずに完封負けするかもしれないという不安の中、0-3 (セッツ)で敗退するまでに3レッグズ取得し、そのうち2レッグズはテイラー先攻のブレイクであった。
しかも、この試合における村松の平均値は90.26と日本人ではテレビ中継中初となる平均値90以上も達成している。

##### 2013
2012 PDC CHALLENGE TOURNAMENTでは 、決勝において勝見に6-0 (レッグズ) で勝利し、3度目のPDC ワールド・ダーツ・チャンピオンシップ出場権を獲得した。
2013 PDC ワールド・ダーツ・チャンピオンシップでは、ラウンド0においてデイブ・ハリントンに4-0 (レッグズ)初の完封勝ちを達成する。
ラウンド1ではPDC OoM4位（シードの順位は5位）のサイモン・ウィットロックとの対戦となり、0-3（セッツ）で敗退するまでに3レッグズ取得した。

##### 戦績
以下は、PDC CHALLENGE TOURNAMENTとワールド・チャンピオンシップにおける村松の戦績である。
| 年   | 先予選 | 先予選    | 後予選 | 後予選  | The Final |
| ---- | ------ | --------- | ------ | ------- | --------- |
| 2009 | 西     | 4位通過   | 東     | -       | 優勝      |
| 2010 | 東     | 不明      | 西     | 通過    | 準々決勝  |
| 2011 | 西     | ラウンド2 | 東     | 通過    | 優勝      |
| 2012 | 西     | 準々決勝  | 東     | 3位通過 | 優勝      |

| 年   | ラウンド | 結果      | 結果   | 対戦相手                         | 賞金    |
| 年   | ラウンド | スコア    | 平均値 | 対戦相手                         | 賞金    |
| ---- | -------- | --------- | ------ | -------------------------------- | ------- |
| 2010 | 0        | 4 – 1 (l) | 75.98  | クシュシュトフ・クチュク (76.28) | ￡6,000 |
| 2010 | 1        | 0 – 3 (s) | 83.84  | ロニー・バクスター (94.93)       | ￡6,000 |
| 2012 | 0        | 4 – 2 (l) | 82.81  | デニス・ニルソン (77.20)         | ￡6,000 |
| 2012 | 1        | 0 – 3 (s) | 90.26  | フィル・テイラー (99.98)         | ￡6,000 |
| 2013 | 0        | 4 – 0 (l) | 87.13  | デイブ・ハリントン (59.36)       | ￡6,000 |
| 2013 | 1        | 0 – 3 (s) | 84.75  | サイモン・ウィットロック (95.50) | ￡6,000 |
| 2015 | 0        | 2 - 4 (l) | 75.69  | ボリス・コルツォフ (79.27)       | ￡3,500 |
| 2024 | 1        | 1 - 3 (s) | 90.43  | スコット・ウィリアムズ (90.69)   | ￡7,500 |

#### ワールド・カップ
日本代表として村松は、PDC ワールド・カップ・オヴ・ダーツに2019年まで毎回選出されていた（2011年にワールド・カップとプレイヤーズ・チャンピオンシップ・ファイナルズとの開催時期が入れ替えられたため、2011年のワールド・カップは開催されていない）。
ワールド・カップの日本代表への選出回数は、村松が9回で最多である。

##### 2010
村松の2011 PDC ワールド・ダーツ・チャンピオンシップにおける結果の寄与により、日本は2010 PDC ワールド・カップ・オヴ・ダーツの出場国に選ばれ、村松は、谷内太郎とともに日本代表として出場した。
結果は、ラウンド1においてスペインに敗退したものの、村松は試合中に141のハイ・フィニッシュを決めた。

##### 2012
村松の2012 PDC ワールド・ダーツ・チャンピオンシップにおける結果の寄与により、日本は2012 PDC ワールド・カップ・オヴ・ダーツの出場国に選ばれ、村松は、橋本守容とともに日本代表として出場した。
ラウンド1は、マグナス・カリスと先に行われたワールド・チャンピオンシップのラウンド0において村松が勝利したデニス・ニルソンが組んだスウェーデンであった。
村松は180や177を筆頭に100以上のハイ・スコアを次々にとるなど、先のワールド・チャンピオンシップを彷彿とさせる活躍を見せたが、橋本が思うようなダーツを打てず、日本はラウンド1で敗退した。

##### 2013
村松の2013 PDC ワールド・ダーツ・チャンピオンシップにおける結果の寄与により、日本は2013 PDC ワールド・カップ・オヴ・ダーツの出場国に選ばれ、村松は、2012 PDC CHALLENGE TOURNAMENT準決勝者であるの勝見翔とともに日本代表として出場した。
ラウンド1のグループ戦は、Pool A（シード国）のイングランド（1位シード）とPool Bのオーストリアとともに日本は、Group Aとなった。
初戦のオーストリア戦は、開始レッグをブレイクし抜きつ抜かれつしながら最終レッグにおいて村松が71をフィニッシュし、日本はPDC ワールド・カップにおいて初の勝利を収めた。
次に行われた1位シードのイングランド戦では完封負けしたものの、翌日のイングランド対オーストリア戦においてイングランドが勝利したことにより、日本は2位通過でラウンド2に駒を進めた。
ラウンド2では、Group Bのシード国であり1位通過のアイルランドとの対戦となったが、日本は途中で追いつかれたもののアイルランドに一度もリードを許すことなく勝利し、準々決勝進出という快挙を達成する。
なお、この年のラウンド2ではオランダ、スコットランド、オーストラリアと言った強豪国が次々と敗退していった。
準々決勝では、再び1位シードのイングランドとの対戦となった。
Singles 1は村松とフィル・テイラーの対戦となり、開始レッグをブレイクする。この試合後も村松は、平均値100以上というテイラーを除けばPDCのトップ・プレイヤーでも調子が良くなければ打てないようなプレイをしたが、村松の相手はテイラーその人であり、最後のレッグも村松が180をだし81を残しても、テイラーは167を危なげなくフィニッシュするなど、このときの村松をも遙かに超えるようなダーツで残りのレッグを全て取られ1-4で敗戦した。
しかし、この試合で村松は日本人にとっては白昼夢の記録であるテレビ中継中の平均値100以上の試合を日本人及びアジア人として初めてやってのけた。
Singles 2は勝見とエイドリアン・ルイスの対戦であったが、いつものような調子でダーツが打てない2回ワールド・チャンピオンになった経験のあるPDC OoM2位のルイスに、勝見は臆することなく最後の最後まで粘って4-3で歴史的勝利を収める。
勝見の勝利により日本とイングランドはDoublesで勝敗を決めることとなった。
ルイスの不調もあり、日本は2-0と先行するという素晴らしい試合展開となる。
しかし、史上最強と呼ばれるテイラーは、ルイスの不調を補い1人で村松と勝見を圧倒するようなプレイでイングランドを2-3と逆転に持ち込む。
最後のレッグでは、ルイスも調子を取り戻し、日本は2-4と敗戦する。
日本はイングランドに負けはしたものの、Singles 1では村松のレベルの高いプレイ、Singles 2では勝見の勝利、Doublesでは名実共に最強であるイングランドに一矢報いるなど、村松と勝見の活躍は国内外問わず絶賛された。

##### 戦績
以下は、ワールド・カップにおける村松の成績である。
なお、Singlesの数字の後に*がついたものは、村松のペアによる試合であり、村松自身の戦績ではない。
| 年   | ペア     | ラウンド        | ラウンド        | 結果      | 結果   | 対戦国                                                                 | 賞金       |
| 年   | ペア     | ラウンド        | ラウンド        | スコア    | 平均値 | 対戦国                                                                 | 賞金       |
| ---- | -------- | --------------- | --------------- | --------- | ------ | ---------------------------------------------------------------------- | ---------- |
| 2010 | 谷内太郎 | 1               | 1               | 3 – 6 (l) | 81.80  | スペイン（カルロス・ロドリゲス, アントニオ・アルシナス) (87.87)        | ￡2,000/2  |
| 2012 | 橋本守容 | 1               | 1               | 2 – 5 (l) | 79.88  | スウェーデン（マグナス・カリス, デニス・ニルソン） (89.47)             | ￡2,000/2  |
| 2013 | 勝見翔   | 1 (Group Stage) | 1 (Group Stage) | 5 – 4 (l) | 89.08  | オーストリア（メンサー・スルホビック, マイク・ランゲンドルフ） (86.60) | ￡6,000/2  |
| 2013 | 勝見翔   | 1 (Group Stage) | 1 (Group Stage) | 0 – 5 (l) | 77.69  | イングランド（フィル・テイラー, エイドリアン・ルイス） (88.41)         | ￡6,000/2  |
| 2013 | 勝見翔   | 2               | 2               | 5 – 3 (l) | 80.73  | アイルランド（ウィリアム・オコナー, コニー・フィナン） (77.41)         | ￡6,000/2  |
| 2013 | 勝見翔   | 準々決勝        | Singles 1       | 1 – 4 (l) | 100.06 | フィル・テイラー (107.83)                                              | ￡6,000/2  |
| 2013 | 勝見翔   | 準々決勝        | Singles 2*      | 4 – 3 (l) | 81.18  | エイドリアン・ルイス (85.99)                                           | ￡6,000/2  |
| 2013 | 勝見翔   | 準々決勝        | Doubles         | 2 – 4 (l) | 89.28  | イングランド（フィル・テイラー, エイドリアン・ルイス） (99.60)         | ￡6,000/2  |
| 2014 | 橋本守容 | 1               | 1               | 5 – 4 (l) | 77.33  | カナダ (ジョン・パート, ショーン・ナレイン) (78.57)                    | ￡4,500/2  |
| 2014 | 橋本守容 | 2               | Singles 1       | 1 – 4 (l) | 78.53  | ミッキー・マンセル (83.60)                                             | ￡4,500/2  |
| 2014 | 橋本守容 | 2               | Singles 2*      | 2 – 4 (l) | 79.58  | ブレンダン・ドーラン (90.49)                                           | ￡4,500/2  |
| 2015 | 橋本守容 | 1               | 1               | 5 – 0 (l) | 82.58  | 中国 (ジュン・チェン, シュエジエ・ファン) (80.89)                      | ￡7,000/2  |
| 2015 | 橋本守容 | 2               | Singles 1       | 0 – 4 (l) | 73.40  | フィル・テイラー (93.94)                                               | ￡7,000/2  |
| 2015 | 橋本守容 | 2               | Singles 2*      | 1 – 4 (l) | 77.45  | エイドリアン・ルイス (89.39)                                           | ￡7,000/2  |
| 2016 | 小野恵太 | 1               | 1               | 2 – 5 (l) | 79.98  | 北アイルランド (ブレンダン・ドーラン, ダリル・ガーニー) (85.80)        | ￡3,000/2  |
| 2017 | 山田勇樹 | 1               | 1               | 3 – 5 (l) | 78.49  | スペイン（クリスト・レイエス, アントニオ・アルシナス) (75.56)          | ￡3,000/2  |
| 2018 | 浅田斉吾 | 1               | 1               | 5 – 4 (l) | 92.74  | オーストリア（メンサー・スルホビック, ゾラン・レルヒバッハー） (88.68) | ￡14,000/2 |
| 2018 | 浅田斉吾 | 2               | Singles 1*      | 4 – 3 (l) | 88.69  | ジョン・パート (77.67)                                                 | ￡14,000/2 |
| 2018 | 浅田斉吾 | 2               | Singles 2       | 4 – 0 (l) | 87.13  | ドーソン・マーシェル (80.64)                                           | ￡14,000/2 |
| 2018 | 浅田斉吾 | 準々決勝        | Singles 1*      | 0 – 4 (l) | 92.75  | ピーター・ライト (93.94)                                               | ￡14,000/2 |
| 2018 | 浅田斉吾 | 準々決勝        | Singles 2       | 0 – 4 (l) | 90.48  | ゲイリー・アンダーソン (98.56)                                         | ￡14,000/2 |
| 2019 | 浅田斉吾 | 1               | 1               | 5 – 4 (l) | 78.63  | ジブラルタル（ダイソン・パロディ, アントニー・ロペス） (77.80)         | ￡24,000/2 |
| 2019 | 浅田斉吾 | 2               | Singles 1*      | 4 – 3 (l) | 85.68  | ポール・リム (81.21)                                                   | ￡24,000/2 |
| 2019 | 浅田斉吾 | 2               | Singles 2       | 4 – 2 (l) | 86.29  | ハリス・リム (84.69)                                                   | ￡24,000/2 |
| 2019 | 浅田斉吾 | 準々決勝        | Singles 1*      | 4 – 1 (l) | 92.11  | コディ・ハリス (81.48)                                                 | ￡24,000/2 |
| 2019 | 浅田斉吾 | 準々決勝        | Singles 2       | 4 – 3 (l) | 84.81  | ハウバイ・プハ (79.26)                                                 | ￡24,000/2 |
| 2019 | 浅田斉吾 | 準決勝          | Singles 1*      | 2 – 4 (l) | 100.16 | ゲイリー・アンダーソン (100.48)                                        | ￡24,000/2 |
| 2019 | 浅田斉吾 | 準決勝          | Singles 2       | 1 – 4 (l) | 74.07  | ピーター・ライト (89.13)                                               | ￡24,000/2 |

## ソフト・ティップ・ダーツでの活躍

### 世界的な活躍
2009年にBULLSHOOTER XXIIIがシカゴで開催され、村松は日本代表として参加した。
この大会最終日に行われたPro Doubles Cricketでは、橋本守容とペアを組み、日本人男性プレイヤーで、初めての優勝を果たしている。
また、2011年より開催されているTHE WORLDでも上位で安定した活躍をしている（詳細は後述）。

#### THE WORLD
2011年より、全8回あるSTAGEと呼ばれる予選とその結果上位100名が出場できるGRAND FINALからなるソフト・ダーツのワールド・チャンピオンシップ・シリーズTHE WORLDをダーツライブ（正確にはDARTSLIVE ASIA）が開催するようになった。
村松は、2011年は1度しか予選に参加せず、GRAND FINAL（GF）に出場できなかったが（2011年はあと1ptあればGFに出場できたため、もう1つ予選に参加すればその参加ポイントだけでGFに出場できた）、2012年は3度出場しその戦績によりGF出場が可能となった。
THE WORLDにおける701はファット・ブル・ルールによって行われるため、ほとんどのプレイヤーは得点するのにブルを用いる。
現在はブル・パーフェクトを始めラウンド5でのフィニッシュが頻繁に出ているレヴェルであることや、701は性質上、数本程度なら外してもラウンド5で終わらせることができることがあり、後攻になるとブルを狙う限りミスがなくても勝てないことがしばしばある。
このため村松は、701において後攻となったとき、主にT20を用いて理論上最短の12ダート・フィニッシュ（ラウンド4終了）を目指すという他のプレイヤーには見られない戦略を採っている。途中でミスしてラウンド4終了が不可能となった場合や先攻となった場合は、他のプレイヤー同様、ブルで得点する。

##### 戦績
以下は、THE WORLDにおける村松の戦績である。
ポイントは参加ポイントなどが存在するため、各STAGEの結果によって得られたポイント合計の和はGRAND FINAL出場可否が判断されるポイントランキングの最終結果と一致していない。
また、THE WORLD 14は701において14ダート・フィニッシュを達成した場合のTHE WORLDにおける呼称であり、これを達成したプレイヤーは順位による賞金とは別に1試合につきHKD 3,000が与えられる。
| 年   | STAGE              | 結果     | ポイント | その他 | 賞金                |
| ---- | ------------------ | -------- | -------- | ------ | ------------------- |
| 2011 | STAGE 1            | 不参加   | 0        | -      | HKD 0               |
| 2011 | STAGE 2            | 不参加   | 0        | -      | HKD 0               |
| 2011 | STAGE 3            | 不参加   | 0        | -      | HKD 0               |
| 2011 | STAGE 4            | 不参加   | 0        | -      | HKD 0               |
| 2011 | STAGE 5            | 不参加   | 0        | -      | HKD 0               |
| 2011 | STAGE 6            | 不参加   | 0        | -      | HKD 0               |
| 2011 | STAGE 7            | ラスト16 | 8        | -      | HKD 1,500           |
| 2011 | STAGE 8            | 不参加   | 0        | -      | HKD 0               |
| 2011 | ポイントランキング | 101位    | 9        | -      | (GRAND FINAL不可)   |
| 2012 | STAGE 1            | 不参加   | 0        | -      | HKD 0               |
| 2012 | STAGE 2            | 不参加   | 0        | -      | HKD 0               |
| 2012 | STAGE 3            | 不参加   | 0        | -      | HKD 0               |
| 2012 | STAGE 4            | 準優勝   | 20       | -      | HKD 32,000          |
| 2012 | STAGE 5            | 準決勝   | 16       | -      | HKD 16,000          |
| 2012 | STAGE 6            | 不参加   | 0        | -      | HKD 0               |
| 2012 | STAGE 7            | 不参加   | 0        | -      | ＄0                 |
| 2012 | STAGE 8            | ラスト32 | 5        | -      | HKD 0               |
| 2012 | ポイントランキング | 13位     | 44       | -      | (GRAND FINAL出場可) |
| 2012 | GRAND FINAL        | ラスト16 | -        | -      | HKD 25,000          |
| 2013 | STAGE 1            | ラスト16 | 10       | -      | HKD 3,000           |
| 2013 | STAGE 2            | 準々決勝 | 15       | -      | HKD 5,000           |
| 2013 | STAGE 3            | 不参加   | 0        | -      | HKD 0               |
| 2013 | STAGE 4            | ラスト32 | 8        | -      | HKD 0               |
| 2013 | STAGE 5            | ラスト16 | 10       | -      | HKD 3,000           |
| 2013 | STAGE 6            | ラスト32 | 8        | -      | HKD 0               |
| 2013 | STAGE 7            | 不参加   | 0        | -      | HKD 0               |
| 2013 | STAGE 8            | 不参加   | 0        | -      | HKD 0               |
| 2013 | ポイントランキング | 15位     | 51       | -      | (GRAND FINAL出場可) |
| 2013 | GRAND FINAL        | ラスト16 | -        | -      | HKD 25,000          |

### 日本での活躍

#### 2011まで
2011年まで村松の主戦場はD-CROWNであった。
2011年、ダーツライブが開催するSUPER DARTSに招待され、初参加にして準決勝の星野光正戦において、SUPER DARTS史上初の901におけるブル・パーフェクト（ラウンド6で終了する18ダート・フィニッシュ）という偉業を達成する。
901のブル・パーフェクトは村松自身にとっても初達成であったようで、SUPER DARTSでも本番に強い村松を知らしめた。
決勝は村松のライヴァルである橋本戦となったが、敗れて準優勝となる。
村松は準決勝出場の星野光正、谷内太郎と共に2011年度DARTSLIVEプロとなり（なぜか橋本のみが2011年度DARTSLIVEプロとなっておらず、2011年度のみDARTSLIVEプロは3人である）、このトーナメントを機に村松とは結びつかなかったダーツライブのイヴェントにおける登場が増えていく。

#### 2012
2012年から、この年より始まったJAPANに橋本守容、勝見翔らと同様、D-CROWNから移籍。
2012年度のJAPANではSTAGE1から18における優勝はなかったものの、常に上位で安定した活躍を見せ、年間ポイントランキング上位16名だけが参加できるEXTRA STAGEにおいて優勝し、村松がJAPANの2012年度を締めくくることとなった。
また、2012年6月に橋本、勝見、江口祐司とともにDARTSLIVE OFFICIAL PLAYERとなったり、同じくDARTSLIVE OFFICIAL PLAYERのポール・リムらとダーツライブの新ゲーム紹介動画に登場するなど、現在ではダーツライブの顔として定着している。

#### 戦績

##### D-CROWN
| 年   | SINGLES | SINGLES  | DOUBLES | DOUBLES  | TOTAL | TOTAL    |
| 年   | 順位    | ポイント | 順位    | ポイント | 順位  | ポイント |
| ---- | ------- | -------- | ------- | -------- | ----- | -------- |
| 2007 | 不明    | 不明     | 不明    | 不明     | 23    | 6        |
| 2008 | 不明    | 不明     | 不明    | 不明     | 7     | 425      |
| 2009 | 5       | 58       | 1       | 41       | 3     | 99       |
| 2010 | 3       | 608      | 2       | 319      | 3     | 996      |
| 2011 | 5       | 476      | 2       | 214      | 4     | 753      |

##### JAPAN
| STAGE          | STAGE          | 結果     | ポイント | 賞金                                     |
| -------------- | -------------- | -------- | -------- | ---------------------------------------- |
| 0              | 東京           | 準々決勝 | -        | \150,000                                 |
| 1              | 宮城           | ラスト16 | 14       | \100,000                                 |
| 2              | 新潟           | ラスト32 | 10       | \0                                       |
| 3              | 愛知           | ラスト32 | 10       | \0                                       |
| 4              | 東京           | ラスト32 | 10       | \0                                       |
| 5              | 北海道         | 準優勝   | 32       | \600,000                                 |
| 6              | 愛知           | 準々決勝 | 19       | \150,000                                 |
| 7              | 高知           | 準決勝   | 25       | \300,000                                 |
| 8              | 福岡           | 準決勝   | 25       | \300,000                                 |
| 9              | 兵庫           | 準々決勝 | 19       | \150,000                                 |
| 10             | 北海道         | ラスト32 | 10       | \0                                       |
| 11             | 山形           | 準決勝   | 25       | \300,000                                 |
| 12             | 広島           | ラスト32 | 10       | \0                                       |
| 13             | 千葉           | ラスト16 | 14       | \100,000                                 |
| 14             | 兵庫           | 準々決勝 | 19       | \150,000                                 |
| 15             | 熊本           | 準決勝   | 25       | \300,000                                 |
| 16             | 神奈川         | 不参加   | -        | -                                        |
| 17             | 京都           | 予選通過 | 5        | \0                                       |
| 18             | 岡山           | ラスト16 | 14       | \150,000                                 |
| 年間ランキング | 年間ランキング | 9位      | 286      | \900,000+\2,750,000 (JAPAN AWARDS出場可) |
| Ex             | 東京           | 優勝     | -        | \2,000,000 (+SUPER DARTS出場権)          |

## 参照・脚注
1. ↑  PDC World Japan Qualifying Event Winners Darts Database
2. 1 2  Muramatsu Wins PDJ Qualifier Professional Darts Corporation
3. ↑  
Haruki Muramatsu Player Profile Darts Database
4. ↑  2009 PDC World Japan Qualifying Event Results Darts Database
5. 1 2  World Championship – Day Four (2010) Professional Darts Corporation
6. ↑  World Championship - Night Three (2011)。

Professional Darts Corporation
7. ↑  2010 PDC World Japan Qualifying Event Results Darts
Database
8. ↑  2011 PDC World Japan Qualifying Event Results Darts Database
9. 1 2  Ladbrokes World Darts Championship – Night Two (2012) Professional Darts Corporation
10. ↑  2012 PDC World Japan Qualifying Event Results Darts Database
11. 1 2  Ladbrokes World Championship Day Six (2013) Professional Darts Corporation
12. ↑  PDC World Championship 19/12/2012 Darts Database
13. 1 2  World Cup - First Round (2010) Professional Darts Corporation
14. 1 2  Cash Converters World Cup RD1 (2012) Professional Darts Corporation
15. 1 2  Betfair World Cup of Darts – Friday (2013) Professional Darts Corporation
16. ↑  Betfair World Cup of Darts – Saturday Afternoon (2013) Professional Darts Corporation
17. 1 2  Betfair World Cup of Darts – Last 16 Professional Darts Corporation
18. 1 2  Betfair World Cup of Darts - Quarter-Finals (2013) Professional Darts Corporation
19. ↑  BULLSHOOTER CHICAGO ブルシュータージャパン
20. ↑  STAGE 4 MEDIA GALLERY THE WORLD
21. ↑  STAGE 5 MEDIA GALLERY THE WORLD
22. ↑  2011 THE WORLD Tournament Result List THE WORLD
23. ↑  SCHEDULE STAGE 1 (2011) THE WORLD
24. ↑  SCHEDULE STAGE 2 (2011) THE WORLD
25. ↑  SCHEDULE STAGE 3 (2011) THE WORLD
26. ↑  SCHEDULE STAGE 4 (2011) THE WORLD
27. ↑  SCHEDULE STAGE 5 (2011) THE WORLD
28. ↑  SCHEDULE STAGE 6 (2011) THE WORLD
29. ↑  SCHEDULE STAGE 7 (2011) THE WORLD
30. ↑  SCHEDULE STAGE 8 (2011) THE WORLD
31. ↑  2011 RANKING THE WORLD
32. ↑  2012 THE WORLD Tournament Result List THE WORLD
33. ↑  SCHEDULE STAGE 1 (2012) THE WORLD
34. ↑  SCHEDULE STAGE 2 (2012) THE WORLD
35. ↑  SCHEDULE STAGE 3 (2012) THE WORLD
36. ↑  SCHEDULE STAGE 4 (2012) THE WORLD
37. ↑  SCHEDULE STAGE 5 (2012) THE WORLD
38. ↑  SCHEDULE STAGE 6 (2012) THE WORLD
39. ↑  SCHEDULE STAGE 7 (2012) THE WORLD
40. ↑  SCHEDULE STAGE 8 (2012) THE WORLD
41. ↑  2012 RANKING THE WORLD
42. ↑  901における理論上最短は主に16ダート・フィニッシュであり、これを達成するにはブルよりも主にT20を用いることになるが、501や701異なり1ラウンド早く終了できると言うメリットがないため、901で理論上最短を狙うプレイヤーは、（特にトーナメントでは）まずいない。
43. ↑  SUPER DARTS 特集号 GD JOURNAL 001
44. ↑  日本人有名プレイヤーが続々DARTSLIVE OFFICIAL PLAYERに！ DARTSLIVE
45. ↑  豪華メンバーで「LUCKY BALLOON」！
46. ↑  2007年ランキング D-CROWN
47. ↑  2008年ランキング D-CROWN
48. ↑  2009年ランキング D-CROWN
49. ↑  2010年ランキング D-CROWN
50. ↑  2011年ランキング D-CROWN
51. ↑  ランキング JAPAN SOFT DARTS PROFESSINAL TOUR JAPAN
52. ↑  大会概要 SOFT DARTS PROFESSINAL TOUR JAPAN
53. ↑  JAPAN16 選考会 SOFT DARTS PROFESSINAL TOUR JAPAN